# The Hobbit (Computerspiel)
The Hobbit ist ein illustriertes Textadventure, das 1982 zunächst für den Heimcomputer ZX Spectrum erschien und später auf viele damals gängige Heimcomputer portiert wurde. Seine Handlung lehnt sich an den Roman Der Hobbit von J.R.R. Tolkien an. Das Spiel wurde von der australischen Softwarefirma Beam Software entwickelt und von Melbourne House veröffentlicht.

## Handlung
Der Spieler übernimmt die Rolle des Hobbits Bilbo Baggins, dessen Aufgabe es ist, in der Spielwelt „Wilderland“ einen Schatz zu finden und ihn zurück in seine Wohnung zu bringen.

## Spielprinzip und Technik
The Hobbit ist ein Textadventure. Das Spiel stellt die jeweilige Spielumgebung sowie das Geschehen in Textform dar, die Visualisierung obliegt größtenteils der Fantasie des Spielers. Das Spiel findet wie bei einem Pen-&-Paper-Rollenspiel zugweise statt. Der Spieler gibt einen Zug als Befehl in natürlicher Sprache ein, wobei er auf die Spielumgebung, computergesteuerte Spielfiguren („NPCs“) oder mit sich geführte Gegenstände („Inventar“) Bezug nimmt. Das Herzstück des Spiels, der Parser, wertet wie der Spielleiter bei einem Pen-&-Paper-Rollenspiel die Eingabe aus, modelliert gegebenenfalls die Spielwelt um, teilt dem Spieler in Textform mit, was sein Zug bewirkt hat. Auf diese Weise kann der Spieler die Spielwelt erforschen, Rätsel lösen und dadurch die Handlung vorantreiben, wobei durch das Lösen bestimmter Rätsel weitere Areale der Spielwelt freigeschaltet werden. Zusätzlich zum Text stellt das Spiel für die einzelnen Räumlichkeiten der Spielwelt handgezeichnete Bilder zur Verfügung. Der Parser des Spiels versteht etwa 900 Wörter, während der Parser der im selben Jahr erschienenen Adventures Deadline, Zork III und Starcross des Branchenprimus Infocom nur 550 bis 650 Wörter verstand.
Es gibt im Spiel zahlreiche Nicht-Spieler-Charaktere. Diese Figuren bewegen sich selbstständig durchs Spiel, ohne dass man Einfluss auf sie nehmen kann. Je nach Verhalten der Figuren nimmt das Spiel ein anderes Ende. Das Spiel verläuft teilweise in Echtzeit. Wenn der Spieler zu langsam oder falsch reagiert, handelt die virtuelle Spielfigur von alleine.

## Produktionsnotizen
Melbourne House begann die Entwicklung des Spiels auf einem Tandy TRS-80. Die Verantwortlichen realisierten aber, dass der jüngst in Großbritannien veröffentlichte Heimcomputer ZX Spectrum signifikante Absatzzahlen erzielte, und verlegten die Produktion auf diesen. The Hobbit wurde so als einer der frühen für den ZX Spectrum erhältlichen Titel ein großer finanzieller Erfolg. Die „Spiel-Engine“ Inglish (letztendlich der Parser) verstand grammatikalisch komplexe Eingaben, kam im Gegensatz zur noch komplexeren Engine Z-machine des Branchenprimus Infocom aber mit deutlich weniger Speicher aus.
Dem Spiel lag zur Steigerung der Immersion der gedruckte Roman Der Hobbit bei. Um dem Spieler mit dem neuen System zu helfen, veröffentlichte Melbourne House ein Spielhandbuch mit dem Titel A Guide to Playing The Hobbit.

## Rezeption
Das deutschsprachige Magazin Happy Computer lobte die „sehr detaillierte, bildschirmfüllende Grafik“, den „beeindruckenden“ Parser, dessen Qualität dazu führe, dass man The Hobbit „fast mit Infocom-Adventures vergleichen“ könne, und die Eigenständigkeit der NPCs. Das Magazin wies darauf hin, dass die Kassettenversionen des Spiels auf Grund des geringeren Speichervolumens gegenüber den Diskettenversionen leicht abgespeckt seien.
Das Computermagazin World of Spectrum bezeichnete The Hobbit als „eines der besten Adventures auf dem Markt“, wies aber auf technisch bedingte Qualitätsunterschiede zwischen den einzelnen Konvertierungen hin. Home Computing Weekly bewertete die 1985 erschienene Version für den Schneider CPC als technisch veraltet und überteuert, erkannte aber den Innovationsfaktor des Spiels an. In der Liste „Top 50 Software Classics“ des Fachmagazins Sinclair User wurde The Hobbit 1985 auf Platz 1 gesetzt.
Das britische Printmagazin Retro Gamer wertete 2017 retrospektiv, The Hobbit sei „seiner Zeit vorausgewesen (und) präsentierte einen intelligenten Parser, Nicht-Spieler-Charaktere und nichtlineares Gameplay Jahre, bevor dies Standard wurde“.